# Natəvan Qasımova
Natəvan Qasımova (ur. 8 lipca 1985 w Nachiczewanie w Azerbejdżanie) – azerska siatkarka, grająca jako rozgrywająca. Obecnie występuje w drużynie Azərreyl Baku.

## Kluby
| Klub             | Kraj        | Od        | Do        |
| Azerrail Baku    | Azerbejdżan | 2004–2005 | 2009–2011 |
| Scavolini Pesaro | Włochy      | 2011–2011 | 2011–2011 |
| VK Baku          | Azerbejdżan | 2011–2012 | 2013–2014 |
| Azərreyl Baku    | Azerbejdżan | 2013–2014 | nadal     |

### Sukcesy
- Mistrzostwa Azerbejdżanu
  -  2005, 2006, 2007, 2008
- Puchar Challenge
  -  2012